# Wladislaw Kowalski
Wladislaw Kowalski (ur. 13 września 1927 w Joudreville, zm. 15 kwietnia 2007) – polsko-francuski piłkarz grający na pozycji pomocnika. Był finalistą Coupe de France w 1957 w piłce nożnej 1957 z Angers (Tuluza, Angers, 6 -- 3).

## Kariera zawodnicza
- 1952: US Piennes
- 1952-1961: Angers SCO (w Ligue 2 i Ligue 1)
- 1962-1963: Limoges FC

## Sukcesy
- International amateur
- Coupe de France de football 1956–1957 avec le Angers
- Vice Champion de France D2 en 1956 en football|1956 avec le Angers